# Li sao
Li sao ou Tristesse de la séparation (chinois simplifié : 离骚 ; chinois traditionnel : 離騷 ; pinyin : Lí Sāo ; litt. « Tristesse de la séparation ») est le premier long poème chinois, de trois cent soixante-douze vers, écrit par Qu Yuan (屈原) du royaume de Chu dans lequel le poète commence par parler de lui-même avant de décrire son errance à travers le ciel. Il est le premier des poèmes conservés dans les Chants de Chu et en est le chef-d'œuvre.

## Présentation
Le titre du poème peut être compris dans différents sens, marquant l'éloignement ou le rapprochement : « Rencontre avec la tristesse » ou « Pour échapper à la tristesse », le caractère li se rattachant à l'idée de départ mais aussi de mauvaise rencontre.
Le poète se présente dans les premiers vers, puis se plaint de ne pouvoir trouver un prince qu'il puisse servir.
Mais l'iris a refusé de considérer mes vrais sentiments

Il a prêté l'oreille aux calomnies, s'est emporté contre moi.
— Qu'Yuan, Li sao, trad. Pimpaneau
Dans ce passage, l'iris est une métaphore désignant le prince, et c'est ainsi que le traduit Hervey de Saint-Denys dans les mêmes vers.
Le prince ne comprenait pas mon sentiment intérieur,

Et, au contraire, prêtant l'oreille aux calomniateurs, il suffoquait de colère.
— Qu'Yuan, Li sao, trad. Hervey de Saint-Denys
Mais l'iris, si l'on interprète le Li sao comme un poème d'amour, pourrait aussi désigner une femme. De plus, dans les Neuf Chants, l'iris représente une divinité, et le Li sao peut aussi s'interpréter comme un poème de nature religieuse, d'inspiration chamanistique. Dans la suite du poème, après que des jeunes filles ont tenté de consoler le poète en lui montrant qu'il n'est pas le premier à être objet de malchance, celui-ci entame un voyage merveilleux, à la recherche d'une belle femme.
Le Li sao est donc le poème d'une quête. Un grand nombre de plantes y sont nommés, et l'assimilation des émotions et de la nature sera l'une des principales caractéristiques de la poésie chinoise postérieure au Li sao.

## Interprétations du poème
Chacune des trois interprétations mentionnées précédemment est possible. L'interprétation politique, qui est déjà celle de Wang Yi au iie siècle, est la plus courante. La quête d'une belle femme est alors la métaphore de la quête d'un bon seigneur. Lu comme un poème d'amour, ce sont les passages politiques ou historiques qui sont des images. Interprété comme un poème religieux, le poète, abandonné par un dieu, part à la recherche d'une autre divinité. Ce dernier sens correspond davantage au contenu des autres poèmes attribués à Qu'Yuan. Il est toutefois impossible de décider laquelle de ces interprétations est celle à l'origine de l'œuvre. Wen Yiduo a proposé une interprétation homosexuelle du poème, selon laquelle le poète est l'amant du prince, combinant ainsi interprétation amoureuse et interprétation politique.

### Traductions
- (fr + zh) Le Li sao, poème du iiie siècle avant notre ère, trad. Hervey de Saint-Denys, Paris, Maisonneuve, 1870. [lire en ligne]
- (fr) (zh) Qu Yuan (trad. Jean-François Rollin), Li Sao, Jiu Ge et Tian Wen, Éditions de la Différence, coll. « Orphée », 1990, 127 p.